# Praomys morio
Praomys morio  (Trouessart, 1881) è un roditore della famiglia dei Muridi endemico dell'Africa centro-occidentale.

## Descrizione

### Dimensioni
Roditore di piccole dimensioni, con la lunghezza della testa e del corpo tra 95 e 140 mm, la lunghezza della coda tra 94 e 160 mm, la lunghezza del piede tra 21 e 27 mm, la lunghezza delle orecchie tra 15 e 20 mm e un peso fino a 57 g.

### Aspetto
La pelliccia è setosa. Le parti superiori variano dal marrone al nerastro. Le parti ventrali sono bianco-grigiastre. La coda è più lunga della testa e del corpo ed è praticamente priva di peli. Le femmine hanno un paio di mammelle pettorali e 2 paia inguinali. Il cariotipo è 2n=34.

## Biologia

### Comportamento
È una specie notturna e terricola.

### Alimentazione
Si nutre di parti vegetali e di insetti.

### Riproduzione
La gestazione dura 26-27 giorni.

## Distribuzione e habitat
Questa specie è conosciuta soltanto sul Monte Camerun e nelle zone montane dell'isola di Bioko.
Vive nelle foreste montane tra 1.100 e 2.135 metri di altitudine.

## Conservazione
La IUCN Red List, considerato l'areale limitato e il continuo declino nella qualità del proprio habitat, classifica P.morio come specie in pericolo (EN).